# Jukebox-Musical
Ein Jukebox-Musical  ist ein Film- oder Bühnen-Musical, in dem bereits vorhandene Musikstücke verwendet werden, die nicht speziell für die Nutzung in einem Musical konzipiert waren. Als alternativer Begriff wird gelegentlich die Bezeichnung Compilation-Musical verwendet.

## Geschichte
Der Begriff Jukebox-Musical geht auf die metaphorische Assoziation mit dem Jukebox-Automaten zurück.
Jukebox-Musicals haben ihre Wurzeln in verschiedenen musikalischen Genres, die sie mit der Geschichte des Musiktheaters verbinden. Die im 19. und frühen 20. Jahrhundert beliebten Vaudeville-Shows verwendeten Lieder aus der bestehenden populären Musik, ähnlich wie Jukebox-Musicals auf bereits existierende Lieder zurückgreifen. Die Rockmusicals der 1970er und 1980er Jahre haben durch die Verwendung von Rockmusik und elektrischen Instrumenten Ähnlichkeiten mit Jukebox-Shows. Megamusicals, die für ihre rockigen Beats bekannt sind, werden oft mit Jukebox-Musicals verglichen. Die Verbindung ist jedoch schwach, da sie sich in ihrer Struktur und Erzählweise stark unterscheiden.
Die ersten Jukebox-Musicals kamen in den 1970ern an den Broadway. Dazu zählten The Night That Made America Famous (1975) mit der Musik von Harry Chapin, Beatlemania (1977) und Ain’t Misbehavin’ (1978) mit der Musik von Fats Waller. Während Jukebox-Musicals im 20. Jahrhundert noch selten produziert wurden, so stieg die Popularität nach dem weltweiten Erfolg von Mamma Mia! (1999). In den darauf folgenden Jahren kamen Jukebox-Musicals mit der Musik von The Four Seasons, Johnny Cash, Bob Dylan, John Lennon, Peter Allen, Elvis Presley, The Beach Boys und Billy Joel an den Broadway.
Während einige Kritiker die Jukebox-Musicals ablehnen, bieten andere feierliche und kritische Analysen an und würdigen ihre Fähigkeit, Nostalgie zu wecken und das Publikum mit bekannten Liedern zu verbinden.

## Definition
Die Musikauswahl eines Jukebox-Musicals kann aus dem Repertoire eines einzigen Künstlers stammen (z. B. Mamma Mia!, We Will Rock You), aber auch Werke verschiedener Künstler umfassen, welche etwa durch Epoche, Genre oder Thematik verbunden sind (z. B. Priscilla, Queen of the Desert, The Marvelous Wonderettes). Die Handlung des Jukebox-Musicals kann der Biografie eines Künstlers folgen (z. B. Beautiful: The Carole King Musical, Piaf je t'aime), aber auch eine eigens konstruierte fiktive Geschichte sein (z. B. Hinterm Horizont, American Idiot). Die Musik kann diegetischer Teil der Geschichte sein und in dieser so aufgeführt werden, wie es auch das Publikum sieht. Die Musik kann aber auch die Geschichte weiterführen, indem die Musik als Repräsentation für Motivation, Emotionen und Verhältnisse der Charaktere steht.
Manchmal werden dabei die Texte der Lieder mehr oder weniger stark angepasst. Ein Beispiel hierfür ist der Song Radio Ga Ga im Musical We Will Rock You.
Auch Musicals, die große Teile eigener Musik verwenden, aber durch weitere Schlager (oft derselben Komponisten bzw. Interpreten) angereichert oder mit einem neuen Buch versehen sind, werden bisweilen als Jukebox-Musical bezeichnet, z. B. My One and Only.

## Arten des Jukebox-Musicals
Jukebox-Musicals fallen meist in eines von drei Genres: 

### Künstlerbiografie-Musical
Die verwendeten Songs stammen aus dem Katalog eines einzelnen Künstlers und erzählen dessen Lebensgeschichte, meist von Beginn bis zum Höhepunkt der Karriere. Es kann aber auch andere Bereiche aus dem Leben des Künstlers thematisieren. Der Künstler wird zur handelnden Figur im Bühnenwerk, die Handlung reicht von fiktiv bis autobiografisch. Buddy, Tina – Das Tina Turner Musical, Jersey Boys, Hank Williams: Lost Highway und Beautiful: The Carole King Musical fallen in diese Kategorie.

### Künstlerkatalog-Musical
Es werden Songs aus verschiedenen Epochen, Alben und Genres aus dem Katalog eines einzelnen Künstlers verwendet. Es unterscheidet sich vom Künstlerbiografie-Musical dadurch, dass es eine fiktive Geschichte erzählt, in der alle Figuren fiktiv sind und nicht den Künstler verkörpern. Beispiele sind Saturday Night Fever, Mamma Mia!, Ich war noch niemals in New York und We Will Rock You.

### Epochen- und genrespezifisches Musical
Es wird eine Sammlung von Hits eines bestimmten Genres oder einer bestimmten Zeit verwendet, die Nostalgie und Assoziationen mit diesem Zeitpunkt oder Lebensgefühl hervorrufen. Die Handlung wird um die Songs herum geschaffen. Das Epochen- und genrespezifische Jukebox-Musical enthält Songs von mehreren Künstlern, die durch den Sound oder die Epoche miteinander verbunden sind. The Marvelous Wonderettes zum Beispiel verwendet ausschließlich Klassiker der 1950er Jahre. Weitere Beispiele sind Priscilla, Queen of the Desert und Moulin Rouge!.

## Liste von Jukebox-Musicals
| Jahr | Titel                                                  | Thema                                                     | Genre                        |
| ---- | ------------------------------------------------------ | --------------------------------------------------------- | ---------------------------- |
| 1975 | The Night That Made America Famous                     | Harry Chapin                                              |                              |
| 1977 | Beatlemania                                            | The Beatles                                               |                              |
| 1978 | Ain’t Misbehavin’                                      | Fats Waller                                               |                              |
| 1985 | Leader of the Pack                                     | Ellie Greenwich                                           |                              |
| 1990 | Buddy                                                  | Buddy Holly                                               | Künstlerbiografie            |
| 1992 | Five Guys Named Moe                                    | Louis Jordan                                              |                              |
| 1998 | Saturday Night Fever                                   | Bee Gees                                                  | Künstlerkatalog              |
| 1999 | Mamma Mia!                                             | ABBA                                                      | Künstlerkatalog              |
| 2002 | We Will Rock You                                       | Queen                                                     | Künstlerkatalog              |
| 2002 | Movin’ Out                                             | Billy Joel                                                |                              |
| 2002 | Falco meets Amadeus                                    | Falco                                                     | Künstlerbiografie            |
| 2003 | The Boy from Oz                                        | Peter Allen                                               | Künstlerbiografie            |
| 2005 | Good Vibrations                                        | The Beach Boys                                            |                              |
| 2005 | All Shook Up                                           | Elvis Presley                                             |                              |
| 2005 | Lennon                                                 | John Lennon                                               | Künstlerbiografie            |
| 2005 | Jersey Boys                                            | The Four Seasons                                          | Künstlerbiografie            |
| 2006 | Ring of Fire                                           | Johnny Cash                                               |                              |
| 2006 | Daddy Cool – The Musical                               | Boney M.                                                  |                              |
| 2006 | Hot Feet                                               | Earth, Wind & Fire                                        |                              |
| 2006 | The Times They Are a-Changin’                          | Bob Dylan                                                 |                              |
| 2006 | Priscilla, Queen of the Desert                         | Disco-Musik                                               | epochen- und genrespezifisch |
| 2006 | Rock of Ages                                           | Pop/Rock                                                  | epochen- und genrespezifisch |
| 2007 | Across the Universe                                    | The Beatles                                               | Künstlerkatalog              |
| 2007 | Ich war noch niemals in New York                       | Udo Jürgens                                               | Künstlerkatalog              |
| 2008 | Ich will Spaß                                          | Neue Deutsche Welle                                       | epochen- und genrespezifisch |
| 2009 | Fela!                                                  | Fela Kuti                                                 |                              |
| 2010 | Come Fly Away                                          | Frank Sinatra                                             |                              |
| 2010 | Million Dollar Quartet                                 | Carl Perkins, Jerry Lee Lewis, Johnny Cash, Elvis Presley |                              |
| 2010 | American Idiot                                         | Green Day                                                 | Künstlerkatalog              |
| 2010 | Rain: A Tribute to the Beatles                         | The Beatles                                               |                              |
| 2011 | Hinterm Horizont                                       | Udo Lindenberg                                            | Künstlerbiografie            |
| 2011 | Baby It’s You                                          | The Shirelles                                             |                              |
| 2013 | After Midnight                                         | Duke Ellington                                            |                              |
| 2013 | Motown: The Musical                                    | Motown Records Artists                                    |                              |
| 2013 | Massachusetts – Das Bee Gees Musical                   | Bee Gees                                                  | Künstlerbiografie            |
| 2013 | A Night with Janis Joplin                              | Janis Joplin                                              |                              |
| 2014 | Beautiful: The Carole King Musical                     | Carole King                                               | Künstlerbiografie            |
| 2014 | Holler if Ya Hear Me                                   | Tupac Shakur                                              |                              |
| 2015 | On Your Feet!                                          | Gloria Estefan, Emilio Estefan                            |                              |
| 2017 | The Band                                               | Take That                                                 | Künstlerkatalog              |
| 2017 | Bat Out of Hell                                        | Bat-Out-of-Hell-Albumtrilogie von Meat Loaf               | Künstlerkatalog              |
| 2017 | I Am from Austria                                      | Rainhard Fendrich                                         | Künstlerkatalog              |
| 2017 | Simply the Best – Die Tina Turner Story                | Tina Turner                                               |                              |
| 2018 | Escape to Margaritaville                               | Jimmy Buffett                                             |                              |
| 2018 | Tina                                                   | Tina Turner                                               | Künstlerbiografie            |
| 2018 | Summer: The Donna Summer Musical                       | Donna Summer                                              |                              |
| 2018 | Head Over Heels (Musical)                              | The Go-Go's                                               |                              |
| 2018 | Wahnsinn! – Das Musical                                | Wolfgang Petry                                            |                              |
| 2018 | The Cher Show                                          | Cher                                                      |                              |
| 2018 | Moulin Rouge!                                          | verschiedene Interpreten                                  | epochen- und genrespezifisch |
| 2018 | Beat It – Die Show über den King of Pop!               | Michael Jackson                                           |                              |
| 2019 | Ain’t Too Proud: The Life and Times of the Temptations | The Temptations                                           |                              |
| 2019 | Jagged Little Pill                                     | Alanis Morissette                                         |                              |
| 2019 | & Julia (& Juliet)                                     | Max Martin                                                |                              |
| 2022 | All You Need is Love – Das Beatles-Musical             | The Beatles                                               |                              |
| 2023 | Abenteuerland – Das Musical mit den Hits von PUR       | Pur                                                       |                              |